# Arborophila crudigularis
Arborophila crudigularis este o specie de păsări din familia Phasianidae. Este endemică în Taiwan, iar habitatul său natural sunt pădurile de foioase. Este amenințată de pierderea habitatului, dar în prezent este clasificată de către Uniunea Internațională pentru Conservarea Naturii (IUCN) ca specie neamenințată cu dispariția.

## Taxonomie
Robert Swinhoe⁠(d) a descris această specie în 1864, propunând că aparține unui nou gen, Oreoperdix. Pasărea avea o „pată roșie urâtă ce pare crudă pe gât”. Swinhoe a crezut inițial că pasărea era rănită, dar a constatat că pata era naturală după o examinare din apropiere. Pata roșie există probabil doar în sezonul de reproducere. O specie monotipică, este acum plasată în genul Arborophila⁠(d). Numele specific crudigularis provine din cuvintele latine pentru „sângerare” și „cu gât”. Un studiu din anul 2015 sugerează că rudele cu care este cel mai strâns înrudită nu se află în China continentală adiacentă, ci în Asia de sud-est și că se răspândesc de-a lungul zonei platformei continentale expuse la niveluri ale mării mai scăzute în timpul erei glaciare.

## Descriere
O astfel de pasăre are lungimea de aproximativ 28 cm. Masculul cântărește aproximativ 311 g, iar femela cântărește aproximativ 212 g. Creștetul este gri. Capul are părțile laterale negre și o sprânceană albă, bărbie albă și niște pete albe sub ochi. Gâtul este alb și este prezentă o jumătate de guler negru. Părțile superioare sunt de culoare gri-măslinii cu bare negre, iar pe aripile rotunjite, de nuanță roșcată, sunt trei bare gri. Coada este scurtă și rotunjită. Părțile inferioare sunt de culoare albastră-gri, cu dungi albe pe coaste. Ochiul este negru, cu un inel roșu îngust în jurul lui. Ciocul este albastru-gri, iar picioarele sunt portocalii-roși. Femela este asemănătoare cu masculul, dar are mai puține dungi pe gât și mai multe dungi pe coaste.

## Răspândire și habitat
Această pasăre este endemică în Taiwan, fiind întâlnită în munții centrali și estici. Trăiește în păduri cu foioase, preferând desișurile și zonele subarbustive. Se găsește la altitudini de 700–3.000 m deasupra nivelului mării, în principal la 1.500–2.000 m.

## Comportament și ecologie
Vocea sa este o serie de sunete de guru care cresc și descresc. Se aud adesea duete și coruri. Vocalizările singure sunt similare cu cele ale speciei Erythrogenys erythrocnemis⁠(d). Caută hrană în grupuri de două sau trei păsări, mâncând râme, fructe de pădure, semințe, răsaduri și insecte. Se reproduce din martie până în august, în funcție de altitudine, și cuibărește într-o crăpătură sau sub un copac. Un rând de ouă este format din șase până la opt ouă albe care sunt clocite timp de circa 24 de zile.

## Stare de conservare
Mărimea populației speciei este estimată la cu mult peste 10.000 de păsări mature. Probabil că este în scădere în afara ariilor protejate, ca urmare a defrișării. În 2014, Uniunea Internațională pentru Conservarea Naturii a coborât gravitatea stării de conservare a speciei la statutul de specie neamenințată cu dispariția, deoarece populația și arealul său sunt de fapt mai mari decât cum indicau estimările anterioare. Se găsește în mai multe parcuri naționale și rezervații naturale.